# Casablanca Finance City
Pour les articles homonymes, voir CFC.
Casablanca Finance City ou CFC est une initiative publique marocaine visant à faire de Casablanca une importante place financière africaine.
La Casablanca Finance City Authority est une société anonyme de droit privé dirigée par Saïd Ibrahimi et qui a pour objectif de promouvoir la place financière de Casablanca.

## Histoire
Le CFCA, anciennement Morocco Financial Board (MFBoard), est une société anonyme de droit privé, dirigée par Said Ibrahimi, née d'une initiative public-privée. Elle visait officiellement à faire de Casablanca un hub régional de l'industrie financière en Afrique.
Le MFBoard a été créé en décembre 2010 avec un tour de table représentatif du paysage financier du Royaume, y compris Bank Al-Maghrib, la Bourse de Casablanca, et la Caisse de Dépôt et de Gestion.
La loi 44-10 relative au statut CFC promulguée en décembre 2010 l'a chargé du pilotage global et de la promotion institutionnelle de « Casablanca Finance City ». Le décret d'application de ladite loi a créé la commission CFC, responsable de l'octroi dudit statut, et a chargé le CFCA d'assurer le secrétariat de cette commission.
Les sociétés installées à Casablanca Finance City bénéficient d'avantages fiscaux dérogatoires au régime de droit :
1. Une exonération totale d'impôts (zéro impôt sur les sociétés) pendant 5 ans.
2. Une taxation au taux réduit flat de 15% au-delà de cette période (ou plafond à 8,75% seulement pour l'impôt sur les sociétés selon une enquête de Cash Investigation basée sur les Pandora Papers et publiée en 2021, contre plus de 30 % ailleurs au Maroc, ou en France)[2].

## Principes moraux et partenariats stratégiques
Certains économistes et observateurs espérait que, dans le contexte des suites de la crise économique mondiale de 2008, la CFC se positionnerait comme hub financier plus « éthique », basé sur les principes de non-spéculation souvent mis en avant par la Finance islamique participative, supposée respecter les principes moraux d’investissement de la Shari’ah islamique et l’investissement socialement responsable, mais cette place financière a rapidement conclu des partenariats avec des entités a priori peu regardantes sur l'éthique de leurs investissements ou sources financières, telles que Singapore Cooperation Enterprise (2011), Luxembourg For Finance (2012), TheCityUK (2012), et Paris Europlace (2013). La stratégie de développement des partenariats de CFC a ici plutôt tenu compte des deux dimensions que sont 1) la diversification géographique des partenariats, et 2) la diversification de ses axes de coopération stratégiques.

## Prise en compte d'aspects socio-politico-religieux
Il a été proposé la création d'un indice boursier alternatif « shariah compatible » pour place financière de Casablanca. Ce « baromètre financier islamique » reposait sur « 73 Valeurs » dont l'analyse classerait les entreprises éligibles aux normes chariatiques, et servirait de référence (benchmark) au secteur financier (assurance basé sur le système takaful, c'est-à-dire mutualisant les risques selon certains préceptes du droit musulman), banques participatives et gestion de portefeuilles spéculatifs de type Organisme de placement collectif en valeurs mobilières Charia compliant...),,, dont pour l'assurance vie. Une assurance takaful ne doit pas être spéculative, mais n'avoir que des "finalités matérielles" lié au marché réel, sans jamais 'exploiter' les parties contractantes, et elle interdit de financer ce qui est  [ḥarām] (حَرَام), c'est-à-dire relevant d'activités religieusement illicites liées à l'alcool, la viande porcine, les jeux de hasard...). Selon Moody's (2006), le chiffre d'affaires de ces assurances était de 2,30 milliards USD en 2005 et devait être de 7,7 milliards USD en 2015).

## Classements internationaux
CFC Intègre le prestigieux GFCI Index en 2014 en se classant 62e place financière mondiale, en mars 2015, CFC s'est classée 42e place financière mondiale selon le même indice, gagnant 20 places en un an et prenant la seconde place continentale, derrière Johannesburg, un an plus tard le 4 avril 2016 la place financière de Casablanca détrône son homologue sud-africaine  et se hisse au premier rang africain et à la 33e place mondiale. En 2019, Casablanca Finance City est classée 22e dans le rapport GFCI 25, après avoir été 28e l'année précédente.
Néanmoins, si le cadre fiscal très favorable offert par CFC a renforcé l'attractivité de la place, celui-ci a notamment conduit à l'inscription du Maroc sur la liste grise européenne des paradis fiscaux durant 4 ans. Une réforme du cadre juridique et fiscal entamée en 2020 du statut CFC a permis au Maroc de sortir définitivement de la liste grise en 2023.
En avril 2022, CFC occupe la 54e place du classement des centres financiers internationaux les plus compétitifs du Global Financial Centres Index (GFCI), et conserve sa première position sur le continent africain, en dépit des réformes fiscales effectuées.

## Médiatisation

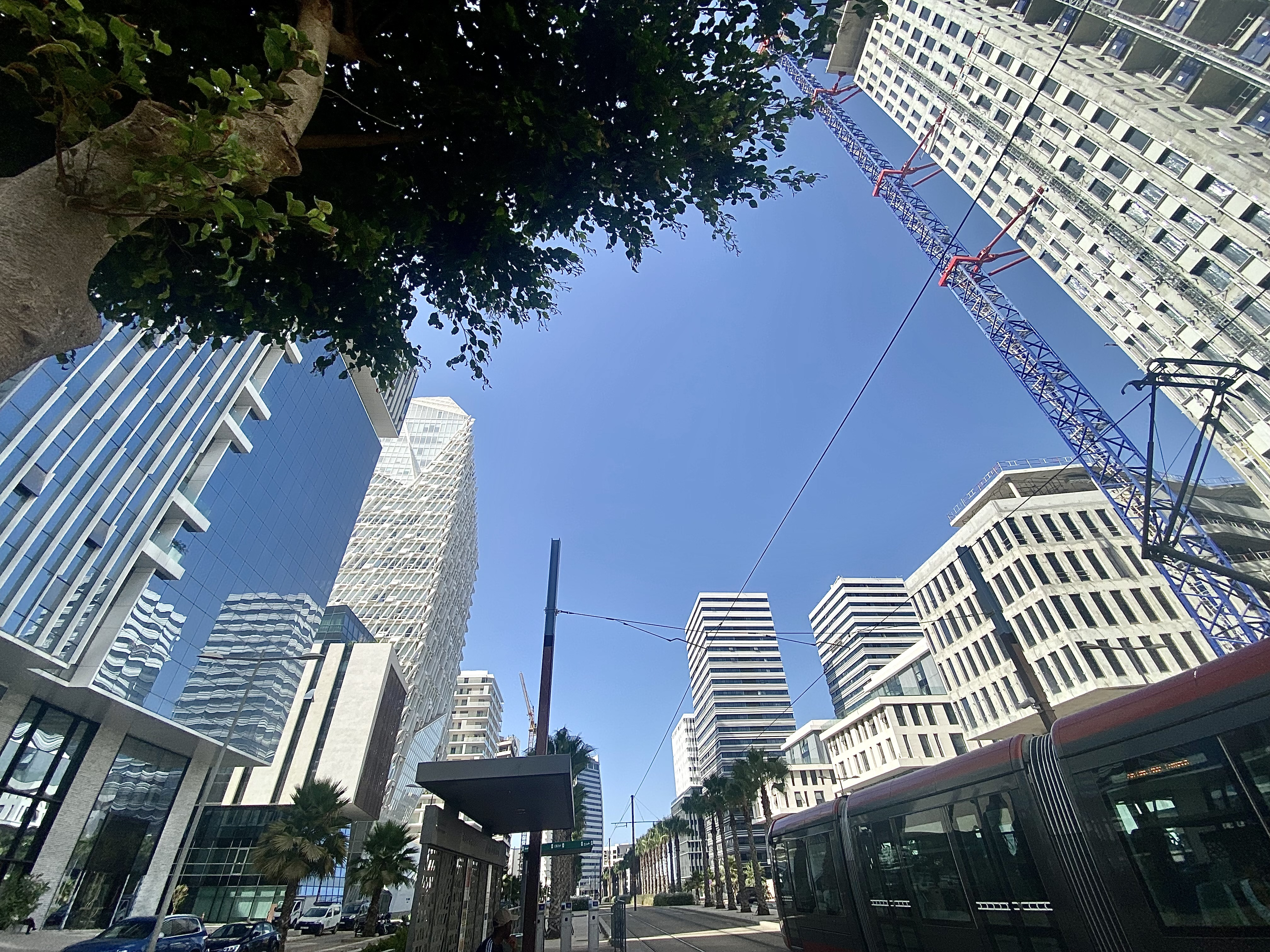
Station de tramway, Place Financière.

Dans la préface d'un ouvrage intitulé « Droit bancaire et financier marocain », publié aux éditions Revue Banque par l'avocat d'affaires Alain Gauvin (présenté comme connaisseur du Maroc et de son système bancaire) et par Kawtar Raji-Briand (avocate d'affaires à Casablanca et collègue de Gauvin d'abord dans le cabinet LPA, puis, à partir de 2020 chez ASAFO & CO), Dominique Strauss-Kahn (avec le poids que lui donnent ses anciennes fonctions de président du FMI) promeut vivement le système bancaire marocain : « le dynamisme du secteur bancaire marocain, écrit-il, illustre le rôle moteur que l'économie marocaine joue dans la région. En effet, les banques marocaines sont maintenant conquérantes. Elles ne le sont pas seulement en Afrique où deux d'entre elles ont remplacé les banques françaises, mais également en Europe et ailleurs pour accompagner les grands groupes marocains ou internationaux dans le développement de leurs projets et aussi pour servir les Marocains qui y résident. Cette ambition découle d'une volonté affirmée, au plus haut niveau, de faire du Royaume une place financière régionale (...) beaucoup craignaient alors qu'un tsunami islamo-bancaire en provenance de l'étranger emporte les banques conventionnelles pourtant bien installés. Bien au contraire, par sa gestion avisée, la Banque centrale du Maroc a su maîtriser la création de ces banques, parvenant à faire du Maroc l'un des rares pays dans le monde où cohabitent, avec harmonie, banques islamiques et banques conventionnelles ».
De son côté et par d'autres voies A Gauvin se félicite que via une loi OPCI, le Royaume du Maroc ait fortement encouragé les « FPCT » (« fonds de placements collectifs en titrisation),.

### Pandora Papers
Les Pandora Papers et une enquête de Cash Investigation ont mis au jour plusieurs informations concernant Casablanca Finance City, informations médiatisées en 2021 :
- Parnasse international, l'une des sociétés créées hors de France par Dominique Strauss-Kahn alors qu'il était encore résident français, après ses déboires avec la justice, s'y est déclarée[15].
- Cette société a été créée avec l'aide de l'avocat d'affaires Alain Gauvin, l'un des partenaires en affaires de DSK, et avec le Cabinet d'avocat (Cabinet Lefebvre-Pelletier, qu'il dirigeait alors). Parmi les Pandora Papers, un document montre que ce Cabinet a touché plus d'un million d'euros de rétrocession d'honoraires pour ce travail[15].
- il apparait que c'est DSK lui-même (alors directeur du FMI) qui a conseillé de 2012 à 2013 le Royaume du Maroc pour créer la zone franche Casablanca Finance City, via une prestation financée[15].
- Selon les documents étudiés par l'ICIJ et Cash Investigation, DSK a ainsi évité de payer 800 000 euros d'impôts sur les sociétés, contre zéro pour les 5 premières années passées au Maroc[15], au détriment de la France et du Maroc.
- Le principal cadeaux fait à ses clients en termes d'optimisation fiscale (Zéro impôts durant 5 ans) par la zone franche ne suffit pas à fidéliser tous ses clients : après 5 ans passés à opérer financièrement dans la CFC sans payer aucun impôt, DSK a créé une nouvelle société (Parnasse global limited), cette fois dans un paradis fiscal considéré parmi les plus opaques de la planète (Ras el Khaïmah[15], aux Émirats Arabes Unis[15]... bien que ce territoire, comme tous les émirats, soit supposé respecter le droit et des lois basées sur la Charia qui interdit la spéculation financière). 
Toujours selon les Pandora Papiers, cette société a été déclarée et immatriculée au registre des entreprises (le « RAK ICC »), qui n'est pas public, qui n'impose pas de dépôt de bilan comptable et qui garantit à ses clients un secret total, ce qui en fait l'un des paradis fiscaux les plus secrets du monde)[15]. DSK a créé cette société avec l'aide de la société SFM offshore[15], une société fondée en 2006 à Genève, aujourd'hui aussi présente à Dubaï, aux Seychelles et à Hong Kong, qui semble aider des milliers d'« exilés fiscaux » venus de toute la planète, mais français notamment[16], à cacher leurs capitaux pour échapper aux systèmes de taxes ou impôts locaux grâce à des comptes offshore (société dont la publicité été dénoncée par le Sénat français comme incitant clairement à l'évasion et à la fraude fiscale)[17].

## Entreprises et institutions majeures installées au CFC
Depuis le 4 avril 2022, la Caisse interprofessionnelle marocaine de retraite (CIMR) a ses bureaux au CFC.